# 弦巻川
弦巻川（つるまきがわ）は、東京都豊島区と文京区との間を流れていた河川。昭和7年（1932年）に当時の北豊島郡高田町により暗渠化工事が行われ、現在では川の流路はまったく残っていない。なお流域外になるが新宿区の早稲田鶴巻町にその名を残しているといわれる。現在はその流路跡の大部分が下水道雑司ヶ谷幹線に転用されている。
都電荒川線より東側では文京区目白台と豊島区雑司が谷との区界になっている。

## 流域
豊島区立元池袋史跡公園の西に接する池袋デュープレックスタワーの敷地内にあった丸池が源泉。
丸池 - ホテルメトロポリタン駐車場南西側 - オリナスふくろうの杜（旧雑司が谷小学校）南側 - (法明寺本堂 - 法明寺鬼子母神堂間) - コープとうきょう南側 - 日本女子大学体育館北側 - 本浄寺南側 - 護国寺西交差点 - 筑波大学附属視覚特別支援学校東側 - 講談社西側 - 目白坂下南交差点西側 - 江戸川橋の西側で神田川に合流
元々、弦巻川は護国寺の真南の位置まで流れており、その地点で護国寺の東側を流れていた水窪川と合流した後、南東に流れを変えて江戸川橋辺りで神田川に合流していたが、護国寺が天和元年（1681年）に建立される際に流域に当たる護国寺から江戸川橋までの間に参道（現在の音羽通り）を造る事になったため、弦巻川を参道の西側、水窪川を参道の東側に流れるように河川の付け替え工事がされたという説がある。

## 水害
2008年8月5日 - 豊島区雑司が谷弦巻通りにて、弦巻川を転用した下水道の工事作業中に豪雨が起きたため、増水により作業員5人が流され死亡した。